# Dorcadion subvestitum
Dorcadion subvestitum là một loài bọ cánh cứng trong họ Cerambycidae.